# 1-O-Methyl-D-fructose
1-O-Methyl-D-fructose ist ein Monosaccharid und somit ein Vertreter der Kohlenhydrate. Es ist ein Methylderivat der Fructose.